# Золотое дитя
Золотое дитя — бронзовая скульптура скульптора Эрнста Неизвестного, установленная на Морском вокзале города Одесса.

## История создания
Эрнст Неизвестный задумал скульптурную композицию «Золотое дитя» по случаю празднования 200-летия города Одесса. Ещё в 1944 году скульптор бойцом Красной армии побывал в незадолго до этого освобождённой Одессе. Его поразили разруха в городе, но крепость несломленного духа одесситов, прошедших через два с половиной года оккупации. Этот контраст запомнился будущему скульптору. Задуманная композиция выпадала из традиционной стилистики автора — трагичной, напряжённой и динамичной. Скульптура ребёнка — нежная, мягкая, округлая, но вместе с тем в ней уже ощущается сила будущего гиганта.
О замыслах и их практической реализации сам скульптор рассказывал так:

«Золотое дитя» по замыслу изначально предназначалось именно для Одессы. Должны же, думал я, где-то в России сохраниться элементы оптимизма.… Это могучий ребёнок, что-то вроде маленького Гаргантюа. Он, как надежда, появляется из цветка. Или, может быть, вылупляется из яйца. Словом, он символизирует нечто новое, нарождающееся, чему принадлежит будущее. На это, во всяком случае, мне хочется надеяться.… Я впервые за свою жизнь создал монумент в светлом, радостном, романтическом ключе. «Золотое дитя» — яркий, солнечный образ рождающегося гиганта, надежда на процветание будущего вольного города.
Проект Неизвестного был одобрен городскими властями во главе с мэром Одессы Эдуардом Гурвицем. «Я получил официальный заказ и начал работать. — рассказывал автор — На скульптурную работу пятиметровой высоты мне отпустили гигантскую сумму, но из-за инфляции эти деньги превратились в ничто. Можно считать, что я сделал „Золотое дитя“ бесплатно, как мой дар Одессе». Совместно с Эрнстом Неизвестным над скульптурной композицией работал одесский скульптор Михаил Рева. Элементами композиции являлись монеты и «ветра» — по проекту Неизвестного скульптуру ребёнка должны были окружать «четыре ветра». Эти ветры были исполнены Михаилом Рева в форме бронзовых медальонов, установленных у основания памятника.
Гипсовую модель памятника по частям перевезли из студии скульптора в Нью-Йорке океанским судном в Одессу. Из Одессы доставили в Киев, где на заводе «Монументскульптура» по гипсовым формам были отлиты бронзовые детали, которые и были собраны в единое целое и установлены на Одесском морском вокзале. Открытие памятника было приурочено к 50-летию победы в Великой Отечественной войне — памятник был торжественно открыт 9 мая 1995 года. На открытии присутствовал сам автор монумента. Четырёхметровая фигура мальчика стала самой большой в мире фигурой младенца.
Скульптура получила народное название «Гурвиц в чреве матери».